# Anonthobium muticum
Anonthobium muticum là một loài bọ cánh cứng trong họ Bọ hung (Scarabaeidae).